# Яцкив, Ярослав Степанович
Яросла́в Степа́нович Яцки́в (р. 25 октября 1940) — советский и украинский астроном, специалист в области космической геодинамики, фундаментальной астрометрии и звездной астрономии. Академик НАН Украины. Заслуженный деятель науки и техники Украины (1998). Лауреат Государственной премии СССР (1986). Иностранный член Польской АН (1997).

## Биография
Окончил в 1960 Львовский политехнический институт, в 1960—1962 работал в Полтавской гравиметрической обсерватории АН УССР. В 1965 окончил аспирантуру при Главной астрономической обсерватории АН УССР и с 1965 работает в этой обсерватории (с 1976 — директор). Академик АН УССР (1985), заслуженный деятель науки УССР (1988), член Президиума НАН Украины с 1998, президент Украинской астрономической ассоциации.
Вице-президент Международного астрономического союза (1982 −1986), президент Комиссии N 19 «Вращение Земли» Международного астрономического союза (1982—1986), руководитель дирекции Международной службы вращения Земли (1992—1995). С 1996 — председатель Государственной комиссии единого времени и эталонных частот Украины.
В 2004—2008 — директор-организатор Института энциклопедических исследований НАН Украины.
Представитель научной школы Орлова — Фёдорова. Развил общие принципы изучения ошибок каталогов звезд и применил их при анализе ошибок и сравнении различных каталогов звезд, руководил составлением сводного каталога фундаментальных слабых звезд ПФКСЗ-2. Проводил исследования свободного и годового движений полюсов и их физической интерпретации, получил точные оценки параметров чандлеровского и свободного близсуточного движения полюсов. Предложил новый подход к построению глобальной геоцентрической системы координат на основе перспективных средств космических и астрономических наблюдений.
Принимал активное участие в разработке и реализации космических программ ВЕГА, СОПРОГ, ФОБОС, МАРС.
Под руководством учёного Главная астрономическая обсерватория НАН Украины стала одной из самых больших в Европе. Благодаря организаторским способностям и инициативе Яцкива было начато и успешно завешено строительство высокогорной наблюдательной базы на пике Терскол (Кавказ). Сейчас эта самая высокая в Европе астрофизическая обсерватория, которая оснащена двухметровыми телескопами, входит в состав Международного центра астрономических и медико-экологических исследований.

## Награды и звания
- Орден князя Ярослава Мудрого V степени (22 августа 2016 года) — за значительный личный вклад в государственное строительство, социально-экономическое, научно-техническое, культурно-образовательное развитие Украины, весомые трудовые достижения и высокий профессионализм[2].
- Орден «За заслуги» I степени (18 мая 2012 года) — за весомый личный вклад в развитие отечественной науки, укрепление научно-технического потенциала Украины, многолетний добросовестный труд[3].
- Орден «За заслуги» II степени (23 октября 2000 года) — за весомый личный вклад в развитие астрономии и космической геодинамики, многолетнюю плодотворную научную и общественную деятельность[4].
- Орден «За заслуги» III степени (10 апреля 1997 года) — за весомые личные заслуги в реализации Общегосударственной космической программы Украины[5].
- Орден Дружбы (27 марта 2001 года, Россия) — за большой вклад в укрепление российско-украинского научно-технического сотрудничества[6].
- Заслуженный деятель науки и техники Украины (26 ноября 1998 года) — за весомый личный вклад в развитие научных исследований, укрепление научно-технического потенциала Украины и по случаю 80-летия Национальной академии наук Украины[7].
- Лауреат Госпремии УССР в области науки и техники (1983, за цикл работ «Разработка теории и практическое построение координатных систем для геодинамических, селенодезических и космических исследований»)[8][9], Госпремии Украины в области науки и техники (2003, за цикл работ «Разработка теоретических основ и уникальной наблюдательной базы в Голосееве и на Терсколе для исследований Солнца и тел Солнечной системы»), Госпремии СССР (1986, за создание научного комплекса проекта «Вега» для исследований кометы Галлея). В его честь назван астероид № 2728. В 2013 награждён «Премией РАН и НАН Украины за выдающиеся результаты, полученные российскими и украинскими учеными при проведении совместных исследований в области естественных, технических, гуманитарных и общественных наук и имеющие важное научное и практическое значение» за достигнутые выдающиеся научные результаты, полученные в ходе совместного выполнения работы «Российско-украинская сеть станций космической геодезии и геодинамики»[10]. Академик Международной академии астронавтики.